# Îles de l'Institut Arctique
Les îles de l'Institut Arctique (en russe : Острова Арктического института) sont trois îles situées dans la mer de Kara, à l'ouest de la péninsule de Taïmyr, en Sibérie septentrionale.

## Géographie
Situées à 39 km au sud des îles Izvesti TSIK et à 116 km à l'ouest-nord-ouest du mys Minina, un cap localisé à l'extrémité occidentale de la péninsule de Taïmyr, les îles sont entièrement couvertes de toundra. Elles s'étendent du nord au sud sur 49,5 km et d'est en ouest sur 21 km.
La mer qui environne l'archipel est prise par les glaces durant tout l'hiver et de nombreux icebergs y circulent même en été. L'île principale se nomme Bolshoy. Les autres s'appellent Maly et Sidorova, cette dernière étant la plus méridionale des îles de l'archipel.
L'archipel fait partie de la réserve naturelle du Grand Arctique.
Il a été nommé en hommage à l'Institut de l'Arctique et de l'Antarctique.